# Planodiscus furcatus
Planodiscus furcatus — вид паразитоморфних кліщів родини Uropodidae.